# Tangara rufigenis
La tangara carirrufa o tangara mejillas rufas (Tangara rufigenis) es una especie de ave paseriforme de la familia Thraupidae, perteneciente al numeroso género Tangara. Es endémica del norte de Venezuela.

## Distribución y hábitat
Se distribuye a lo largo de la cordillera de la Costa del norte de Venezuela, desde Lara hasta el Distrito Federal.
Esta especie es considerada poco común en sus hábitats naturales: el dosel y los bordes de bosques húmedos montanos, principalmente entre 900 y 2000 m de altitud.

## Sistemática

### Descripción original
La especie T. rufigenis fue descrita por primera vez por el zoólogo británico Philip Lutley Sclater en 1857 bajo el nombre científico Calliste rufigenis; su localidad tipo es: «Caracas, Venezuela».

### Etimología
El nombre genérico femenino Tangara deriva de la palabra en el idioma tupí «tangará», que significa «bailarín» y era utilizado originalmente para designar una variedad de aves de colorido brillante; y el nombre de la especie «rufigenis» se compone de las palabras del latín  «rufus»: rojizo, rufo, y «gena»: mejilla.

### Taxonomía
Los amplios estudios filogenéticos recientes demuestran que la presente especie es hermana de Tangara labradorides, y el par formado por ambas es hermano de Tangara cyanotis. Es monotípica.